# Angelica Rozeanu
Angelica Adelstein-Rozeanu (née le 15 octobre 1921, à Bucarest (Roumanie) et morte le 22 février 2006, à Haïfa en Israël) était une joueuse roumaine de tennis de table, et l'une des plus grandes championnes féminine dans l'histoire de ce sport, avec six titres consécutifs de championne du monde en simple entre 1950 et 1955.

## Biographie
Angelica Adelstein-Rozeanu a commencé à jouer au tennis de table à l'âge de 8 ans. Elle a eu la scarlatine et quand son frère Gaston, de près de huit ans son aîné, est rentré à la maison avec des raquettes de tennis de table, balles, filet et table, il l'a entrainée.
À l'âge de 12 ans, elle a remporté la Coupe de Roumanie. Elle a remporté son premier titre majeur, le championnat national roumain féminin, à l'âge de 15 ans en 1936.
Interrompue par la Seconde Guerre mondiale, de 1940 à 1944, elle a été interdite d'entrer dans une salle de tennis de table en Roumanie, elle n'a pratiquement pas joué au tennis de table à partir de l'âge de 18 ans jusqu'à l'âge de 23 ans.
Rozeanu a gagné son premier championnat du monde en 1950. À partir de cette date, elle remporte les cinq suivants, devenant ainsi la joueuse la plus titrée du tennis de table féminin. Elle est également la dernière non-asiatique à remporter le titre.
Au total, elle a remporté 17 titres mondiaux (et 12 médailles d'argent et de bronze au Championnat du monde), y compris le double femme à trois reprises (1953-55, en 1953 avec la Hongroise Gizella Farkas, et en 1954 et 1955, avec la Roumaine Ella Zeller), et dans le monde double mixte titres trois fois (1951-53, 1951, Bohumil Vana de la Tchécoslovaquie, en 1952 et 1953, avec le Hongrois Ferenc Sido).
Elle a été la première femme roumaine de gagner un titre mondial dans un sport. Étant de loin le plus grand profil de la Roumanie dans le sport, elle a également été la présidente de la Commission roumaine de tennis de table de 1950 à 1960.
En 1954, elle a reçu la plus haute distinction du sport en Roumanie - l'Ordre du mérite de maître de sport. Elle a également reçu quatre honneurs de l'Ordre du Travail de son gouvernement.
Nommé adjointe de la municipalité de Bucarest en 1955, étant de confession juive, elle s'est trouvée contrainte de quitter la Fédération roumaine en 1957, quand un antisémite est passé à la position de président de la Roumanie.
En 1960, Rozeanu déménage en Israël, où elle a continué à jouer professionnellement. Elle a été championne d'Israël à trois reprises, entre 1960 et 1962.
En 1997, elle a reçu la médaille de la Knesset.
Elle a reçu le titre de citoyenne d'honneur de la ville de Haïfa en 2001.
Elle a gardé des contacts avec son pays natal, la Roumanie, et l'a visité pour la dernière fois en 2005.
En 2006, elle est décédée à l'âge de 84 ans.
Ses capacités se sont révélées moins dans la puissance de ses coups que dans son exceptionnel contrôle de balle, dans la détermination, la grâce, la capacité intellectuelle, et de la technique.
Elle savait quand attaquer et quand défendre, présentant énormément de patience pour construire ses points.
Rozeanu est élue au Temple de la renommée du tennis de table en 1995.